# 片恋グルメ日記
『片恋グルメ日記』（かたこいグルメにっき、英語: KATAKOI GURUME NIKKI）は、アキヤマ香による日本の漫画作品。『JOURすてきな主婦たち』（双葉社）にて2016年6月号より2018年12月号まで連載された。
2020年と2022年にTOKYO MXでテレビドラマ化された。

## 書誌情報
- アキヤマ香『片恋グルメ日記』、双葉社〈アクションコミックス〉、全3巻
  1. 2017年1月12日発売[3]、ISBN 978-4-575-84914-1
  2. 2017年12月12日発売[4]、ISBN 978-4-575-85078-9
  3. 2019年1月12日発売[5]、ISBN 978-4-575-85259-2

## テレビドラマ
2020年10月12日から12月14日までTOKYO MX「ドラマニア!」で月曜22時-22時30分に放送された。主演は本仮屋ユイカと平岡祐太。
2022年5月23日から7月11日までTOKYO MX「ドラマニア!」でシーズン2が月曜22時-22時30分に放送された。動画配信サービスのエムキャスでの同時配信に加えて、HuluとTVerでも見逃し配信が行われている。

### キャスト
★ - ドラマオリジナルキャラ
- 所まどか - 本仮屋ユイカ
- 八角直哉 - 平岡祐太
- 曲家りんご - 藤田玲
- 星勇気 - 兵頭功海
- 恩田くみ - 中村静香（シーズン1）[8]
- 菱波江奈 - 岡本杏理（シーズン1）
- 松尾紀子 - 村山和実（シーズン1）
- 小日向貴久 - 竹森千人（シーズン1）
- 御子柴玲香 - 大谷麻衣（シーズン2）★
- 高倉吉郎 - 伊島空（シーズン2）★
- あやちゃむ - 能條愛未（シーズン2）★

### スタッフ
- 原作 - アキヤマ香
- 脚本 - 鈴木史子、平林克理（シーズン1）
- 監督 - 平林克理、井木義和（シーズン2）
- オープニング主題歌
  - シーズン1 : reGretGirl「pudding」（No Big Deal Records）[9]
  - シーズン2 : SparQlew 「Precious days」（Kiramune）
- エンディング主題歌
  - シーズン1 : RAKURA「Unforgiven」（asistobe）[10]
  - シーズン2 : ゆいにしお「ワンダーランドはすぐそばに」（日本コロムビア）[11]
- 音楽 - TOKYO RABBIT
- 製作統括 - 伊達寛
- エグゼクティブプロデューサー - 南晋一郎、北澤晋一郎
- プロデューサー - 金子広孝、柴原祐一
- 制作プロダクション - ダブ
- 製作著作 - TOKYO MX

### 放送日程
シーズン1
| 各話   | 放送日          | サブタイトル         | 今日のグルメ巡礼                             | 脚本 |
| ------ | --------------- | -------------------- | -------------------------------------------- | ---- |
| 第1話  | 2020年 10月12日 | 恋する牛丼           | 「どん亭 新城店」の牛丼                      |      |
| 第2話  | 10月19日        | 恋するコロッケそば   | 「そば処 大吉田」のコロッケそば              |      |
| 第3話  | 10月26日        | 恋するサバ味噌定食   | 「めしや一膳」のサバ味噌定食                 |      |
| 第4話  | 11月02日        | 恋するナポリタン     | 「珈瑠で」のナポリタン                       |      |
| 第5話  | 11月09日        | 恋するスパイスカレー | 「カレーショップ marusuke」のカレー二種盛り  |      |
| 第6話  | 11月16日        | 恋するオムライス     | 「SHIMADA CAFE」の牛スジシチューのオムライス |      |
| 第7話  | 11月23日        | 恋する回鍋肉         | 「梅香苑」の回鍋肉                           |      |
| 第8話  | 11月30日        | 恋するデミカツ       | 「野方SAND」のデミカツ                       |      |
| 第9話  | 12月07日        | 恋するカオマンガイ   | 「タオタイ 阿佐ヶ谷店」のカオマンガイ        |      |
| 最終話 | 12月14日        | 恋する幕の内弁当     | 「おこわ米八」の米八幕の内 味吉祥(秋)        |      |

シーズン2
| 各話   | 放送日         | サブタイトル         | 今日のグルメ巡礼 | 監督     |
| ------ | -------------- | -------------------- | ---------------- | -------- |
| 第1話  | 2022年 5月23日 | 恋する焼き鳥         |                  | 平林克理 |
| 第2話  | 5月30日        | 恋するお好み焼き     |                  | 平林克理 |
| 第3話  | 6月06日        | 恋する鯛塩ラーメン   |                  | 井木義和 |
| 第4話  | 6月13日        | 恋するビリヤニ       |                  | 井木義和 |
| 第5話  | 6月20日        | 恋するサンドウィッチ |                  | 平林克理 |
| 第6話  | 6月27日        | 恋するサムギョプサル |                  | 平林克理 |
| 第7話  | 7月04日        | 恋するタコス         |                  | 平林克理 |
| 最終話 | 7月11日        | 恋するフルーツパフェ |                  | 平林克理 |

| TOKYO MX ドラマニア!                                                | TOKYO MX ドラマニア!                         | TOKYO MX ドラマニア!                                    |
| 前番組                                                              | 番組名                                       | 次番組                                                  |
| ------------------------------------------------------------------- | -------------------------------------------- | ------------------------------------------------------- |
| 枠設置前につきなし                                                  | 片恋グルメ日記 （2020年10月12日 - 12月14日） | 青きヴァンパイアの悩み （2021年2月8日 - 2021年3月29日） |
| おじさんが私の恋を応援しています（脳内） （2022年2月14日 - 4月4日） | 片恋グルメ日記2 （2022年5月23日 - 7月11日）  | デブとラブと過ちと! （2022年11月7日 - 12月26日）        |
| TOKYO MX 月曜 22:00 - 22:30                                         |                                              |                                                         |
| ゴールデンカムイ（第2期の再放送） ※ここまでアニメ枠                 | 片恋グルメ日記 ※ここからドラマ枠             | 青きヴァンパイアの悩み                                  |
| おじさんが私の恋を応援しています（脳内）                            | 片恋グルメ日記2                              | 仮面ライダーWセレクション                               |

### 関連商品
映像商品
『片恋グルメ日記 Blu-ray BOX』・『片恋グルメ日記 DVD-BOX』
販売元：TOKYO MX、発売：2021年3月26日
Blu-ray / DVD BOXには本編全10話のほか、本仮屋ユイカ×平岡祐太×藤田玲「片恋グルメ日記」スペシャルトーク／「片恋グルメ日記」PR映像集を収録。